# Claude-Noël Thévenin
Claude-Noël Thévenin est un peintre d'histoire militaire et religieuse, un portraitiste et un professeur de peinture français né le 20 mars 1800 à Crémieu dans l'Isère et mort à Paris le 30 novembre 1849.

## Biographie
Fils d'un négociant, ses premières années se passent à la campagne sous la responsabilité d'un oncle, curé de village. Vers 1817 ou 1818 il entre chez Monsieur Jean-Alexandre Maricot, peintre en miniature où il fait de rapides progrès. En 1822 il expose au salon du Louvre un portrait en miniature et deux ans après il entre dans l'atelier du maître Abel de Pujol pour parfaire sa formation. Devenu secrétaire de la Commission de secours de l'Association des artistes, en 1848 il fonde le comité central des artistes dont il devient le premier président. Il collabore à la galerie lithographique des portraits des rois de France et en 1827 il expose au musée royal. En tant que professeur, il vend des cours particuliers et tient chez lui un atelier d'élèves pour le dessin et la peinture. Il obtient deux médailles, une de la ville de Toulouse, l'autre de Cambray lors de l'exposition de 1828. Lorsqu'il meurt, à 49 ans, il laisse son épouse, sa fille et son père âgé de plus de 80 ans.
- De 1822 à 1849 il ne cesse pas d'exposer au salon. On peut signaler :
- 1822 : Un portrait en miniature déjà cité
- 1833 : Saint Martin, Martin de Tours, donnant la moitié de son manteau à un pauvre, Église Saint-Martin de Donzenac. Classé au titre des monuments historiques, restauré en 1988, ce tableau était exposé au Musée des beaux-arts de Tours jusqu'au 12 janvier 1998.

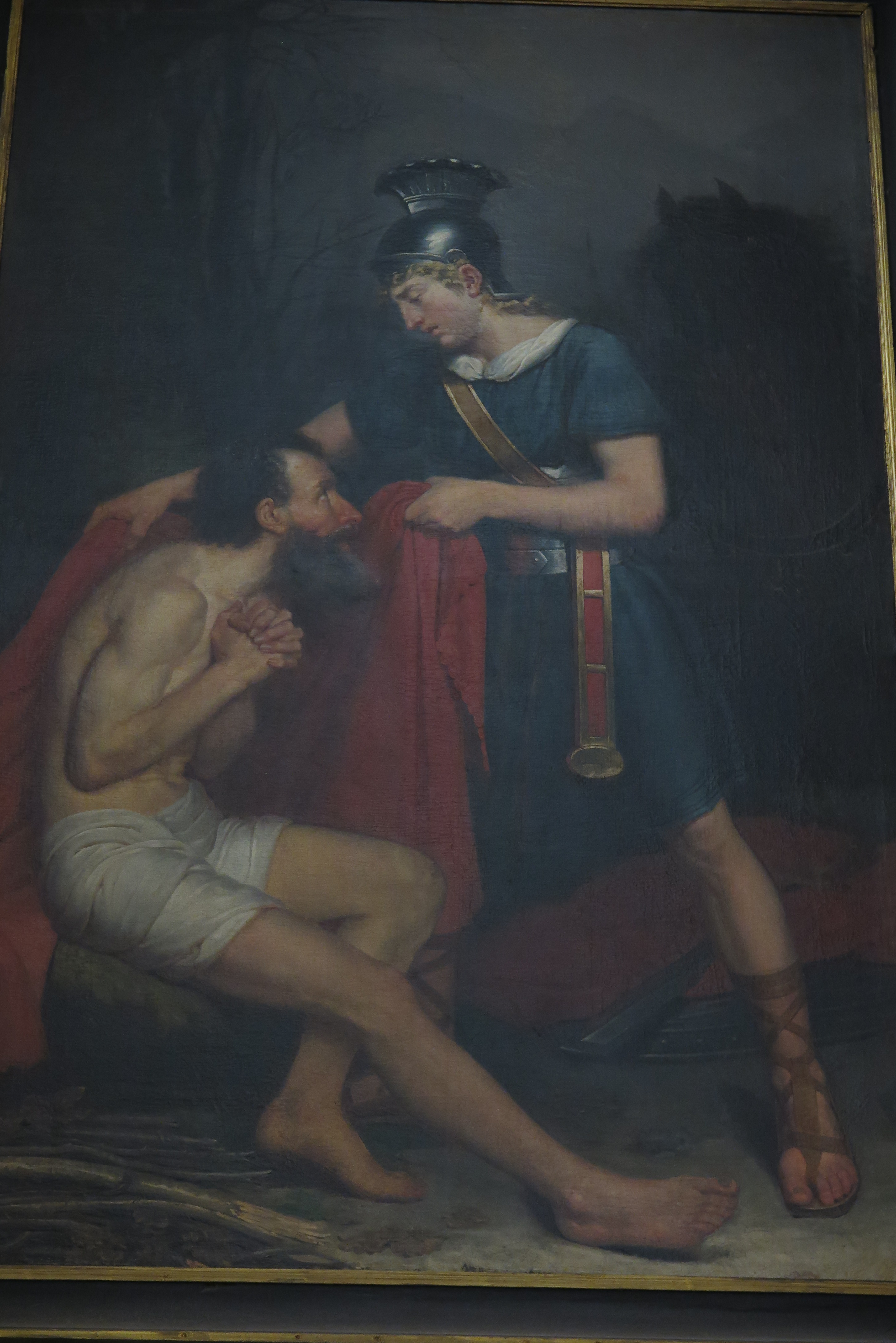
Martin de Tours, donnant la moitié de son manteau à un pauvre

- 1835 : Saint Pierre, Pierre (apôtre), pleurant sa faute aux pieds du Christ
- 1836 : Médaille de 2e classe pour ?
- 1840 : Le martyre de Sainte Barbe, Barbe la grande martyre, médaille d'or de 2e classe
- 1841 : Le Christ apparaissant à Madeleine, Sainte Madeleine
- 1842 : L'Assomption de la Vierge
- 1843 : La Visitation de la Vierge, tableau acheté pour les Pyrénées par le ministère de l'intérieur
- 1844 : Le Christ expirant sur la croix
- 1845 : Le martyre de Saint Laurent, Laurent de Rome
- 1846 : Les Apôtres au tombeau de la Vierge, tableau acheté par le ministère de l'intérieur pour la cathédrale Notre-Dame de Grenoble
- 1849 : Sainte Marguerite, Marguerite d'Antioche en prison

## Œuvres
Parmi d'autres légendes de tableaux pour l'édification des fidèles, on peut citer :
- 1837 : Saint Jean Baptiste en prison écoutant la sentence qui le condamne à mort, huile sur toile
- 1838 : La Vierge Marie après l'Annonciation
- 1840 : Étude de la Vierge
- 1848 : Les Anges gardiens ; cette œuvre était exposée à l'Institution Massin
- 1849 : Le Christ et les petits enfants ; cette œuvre était exposée à l'institution Massin.

En tant que peintre de faits militaires on peut citer :

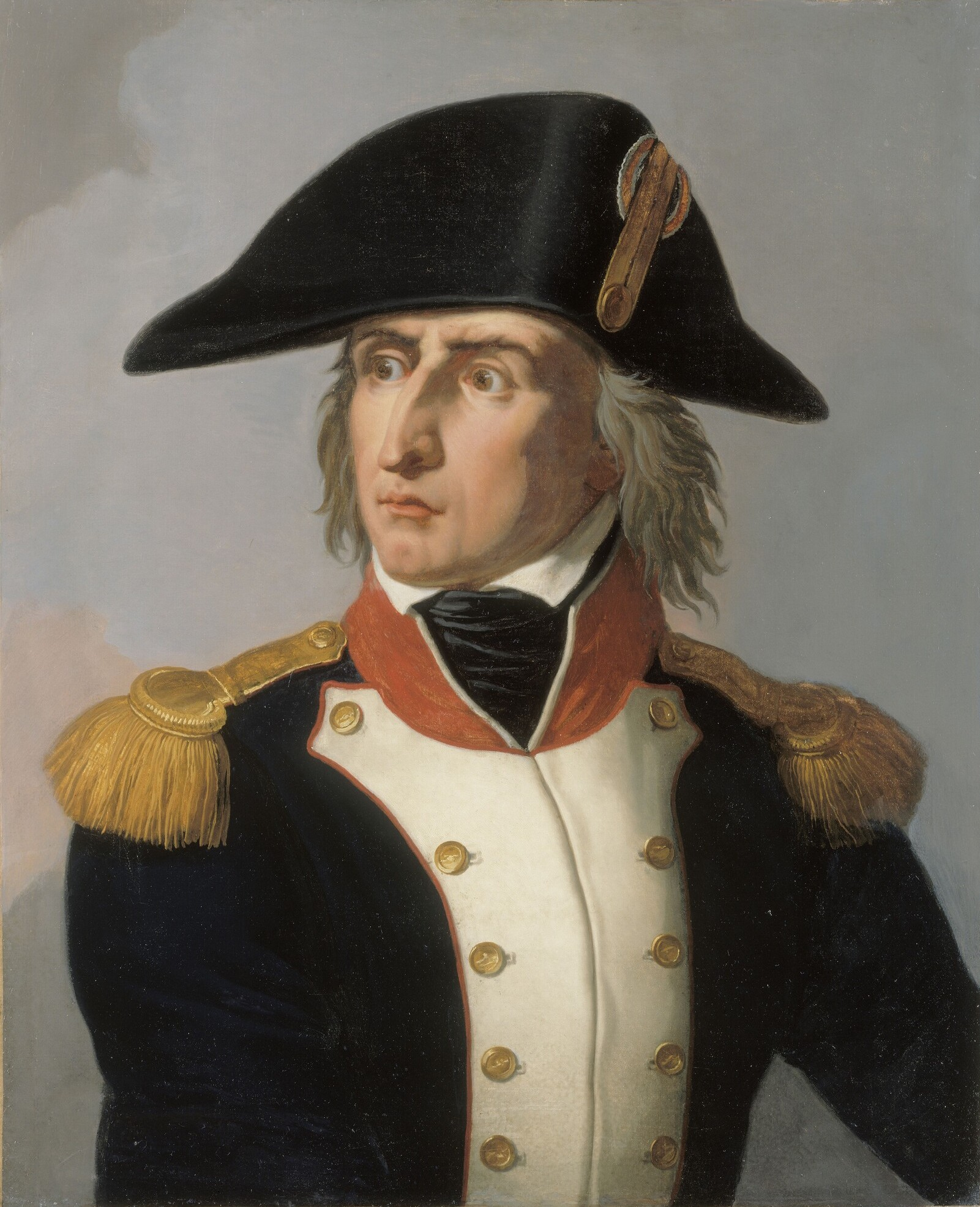
Charles Pierre François Augereau, 1835 (Château de Versailles).

- 1834 : Scène de l'invasion avec cosaques en 1814
- .... : La Reddition d'Ulm le 20 octobre 1805. Napoléon et les généraux autrichiens.
- .... : La Bataille d'Iéna

En tant que portraitiste on peut citer :
- 1826 : Femme en chignon-coque, miniature sur ivoire ovale de 8 cm de hauteur sur 7 cm de largeur
- 183. : Jeune fille au carnet de dessin, 77 × 97 cm
- 1835 : Charles-Pierre François Augereau, Pierre Augereau en Adjudant-Major de la Légion germanique en 1792, au Château de Versailles
- 1838 : Portrait d'une jeune femme, 144 × 113,5 cm, huile sur toile
- .... : M. Paul de Kock
- .... : La comtesse de A. et ses enfants
- .... : Pierre Justin Ouvrié, son ami
- .... : Jean Étienne Philibert de Prez de Crassier général de division du Nord en 1792, au château de Versailles.

Autres thèmes :

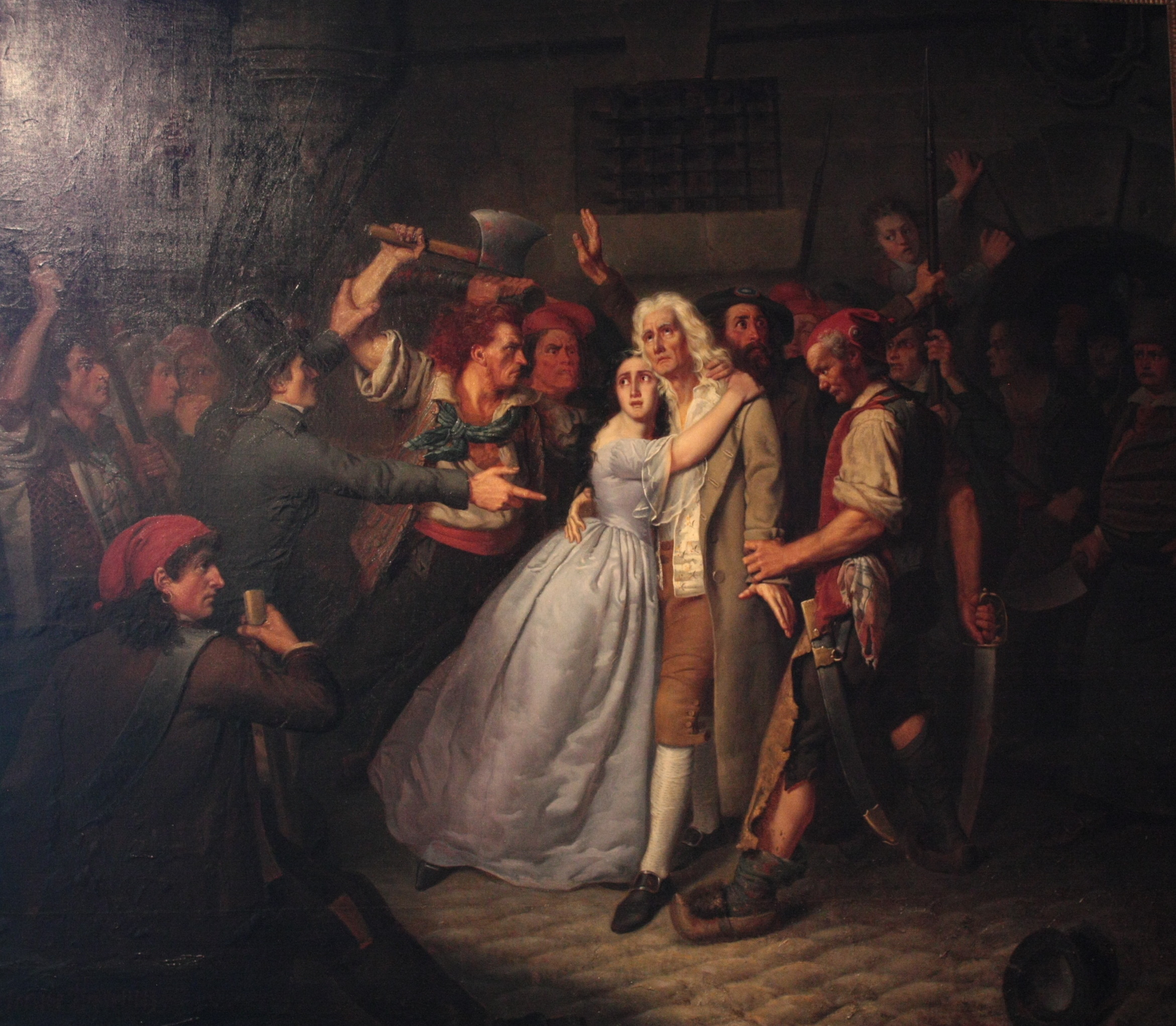
Élizabeth Cazotte sauve la vie de son père à la prison de l'Abbaye, 1834 (Musée de la Révolution française)

- 1827 : Un joueur de vielle exposé au musée royal en 1827
- 1831 : Vieillard lisant la Bible
- 1834 : Élizabeth Cazotte sauve la vie de son père à la prison de l'Abbaye, 23 septembre 1792 au musée de la Révolution française
- 1847 : La Prière d'un pauvre
- .... : Le Corps de Jean-Paul Marat dans le jardin du Club des Cordeliers, au musée Lambinet